# Albizia sahafariensis
Albizia sahafariensis är en ärtväxtart som beskrevs av René Paul Raymond Capuron. Albizia sahafariensis ingår i släktet Albizia och familjen ärtväxter. Inga underarter finns listade i Catalogue of Life.